# Wesoła wdówka
Wesoła wdówka (niem. Die lustige Witwe, węg. A víg özvegy) – operetka Franza Lehára w trzech aktach z 1905 roku. Premiera miała miejsce w Wiedniu w Theater an der Wien 30 grudnia 1905 roku. Libretto zostało napisane przez Victora Léona i Leo Steina.

## Historia powstania utworu

### Libretto
Po niepowodzeniu Boskiego małżonka duet autorski Victor Léon i Leo Stein zaczął rozglądać się za nowym tematem do operetki, autora muzyki przyszłej sztuki upatrując w Ryszardzie Heubergerze, z którym Leo Stein odniósł przed kilku laty sukces operetką Bal w operze. Szukając inspiracji do nowego utworu Leo Stein natknął się w bibliotece jednego ze swych przyjaciół na egzemplarz pochodzącej sprzed czterdziestu lat komedii Henriego Meilhaca L’Attaché de légation. Komedia cieszyła się przed laty ogromnym powodzeniem, w 1863 roku była grana w wiedeńskim Burgertheater i osiągnęła wówczas ponad sto przedstawień. Akcja, w gruncie rzeczy dosyć bezsensowna, otwierała zdaniem Steina przed librecistami i kompozytorem spore możliwości adaptacyjne.
Sztuka Meilhaca rozgrywała się w Paryżu w poselstwie nieistniejącego księstewka niemieckiego. Młoda i piękna wdówka z tego księstwa, Madeleine von Palmer, zamieszkała we Francji i istnieje obawa, że może tam wyjść za mąż. Książęcy poseł ma nie dopuścić do takiego małżeństwa i wyswatać Madeleine za rodaka, aby jej miliony pozostały w księstwie. Poseł, baron Scharpf zamierza wydać wdówkę za przystojnego hrabiego Prachsa, miłego światowca, attaché księstwa w Paryżu. Oboje młodzi zakochują się w sobie, kiedy jednak hrabia dowiaduje się o majątku ukochanej, honor nie pozwala mu na oświadczyny. Poseł przy pomocy Madeleine ostatecznie radzi sobie ze skrupułami młodego człowieka.
Tekst stawiał przed Léonem i Steinem szereg problemów do rozwiązania. Przede wszystkim należało znaleźć uzasadnienie dla niezrozumiałej decyzji hrabiego Prachsa, aby nie żenić się z ukochaną, dlatego że bogata. Podobną sytuację oglądali wiedeńczycy niedawno w wystawianej w Volkstheater farsie Miliony Nelly (Nellys milionen) i prasa wyśmiała ją jako idiotyczną. Autorzy rozbudowali zatem fabułę o młodzieńcze uczucie obojga bohaterów, kiedy to on był bogaty, ona biedna, i kiedy to z rozkazu rodziców musiał jej powiedzieć „nie”. W nowej sytuacji honor nie pozwala mu zmienić danego słowa, aby ratować sytuację ona zdobywa się więc na sprytny wybieg, który pozwala zakochanemu dyplomacie wybrnąć z trudnej sytuacji.
Ze względu na niepopularność niemieckich państewek w Austrii, wynikającą z przyczyn politycznych zmianie uległa też narodowość bohaterów operetki. Akcja została umieszczona w poselstwie małego państewka – Czarnogóry (Montenegro) – co jak się później okazało nie było zbyt fortunnym posunięciem. W konsekwencji Madeleine von Palmer przedzierzgnęła się w Hannę Glawari, a hrabia Prachs stał się Daniłą Daniłowiczem itd. Aby uniknąć kłopotów z prawami autorskimi libreciści postanowili też zmienić tytuł, licząc na to, że spadkobiercy Meilhaca, żyjący gdzieś we Francji nie doszukają się w zmienionych realiach operetkowych związków z dawną komedią.

### Muzyka

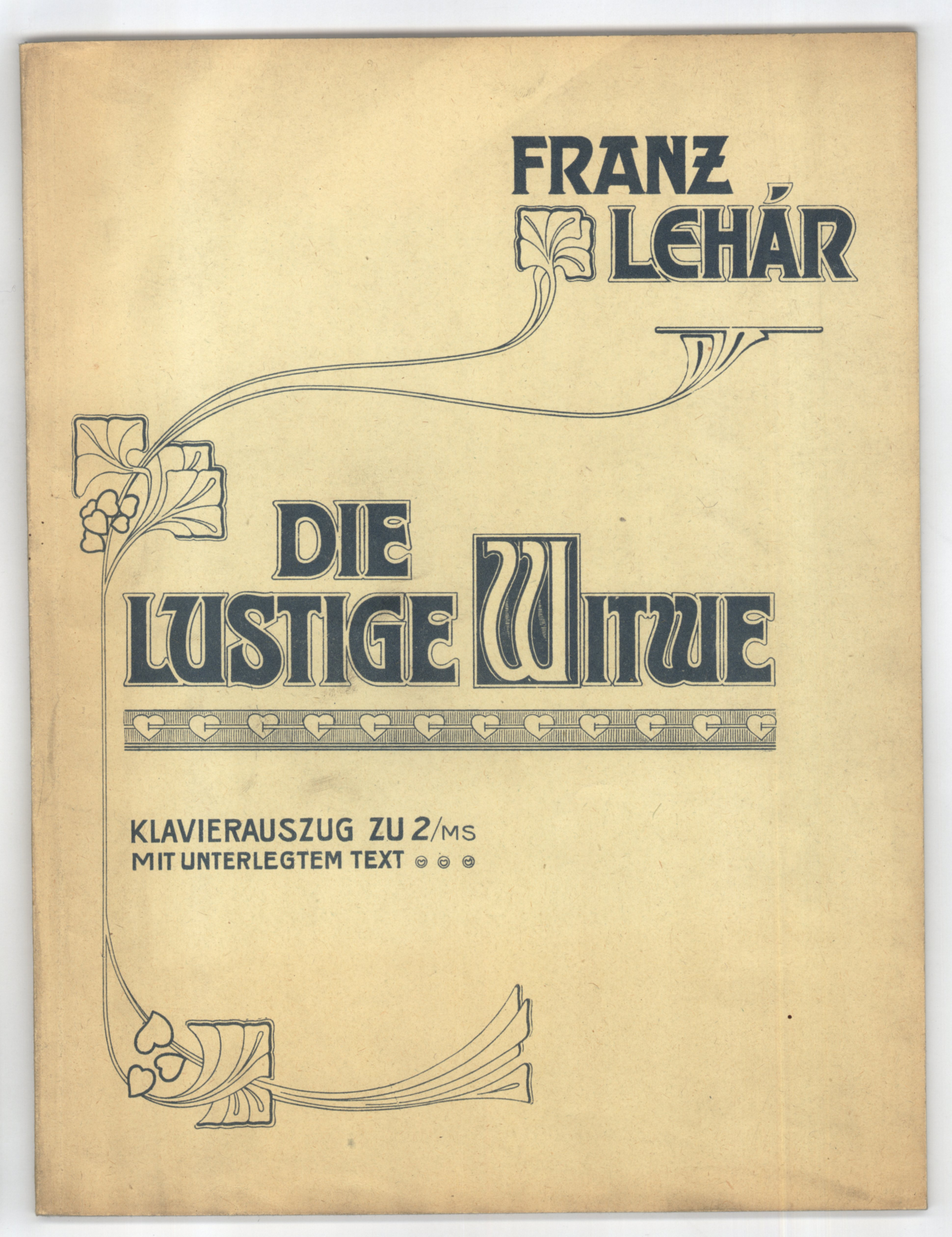
Plakat wiedeński z 1906 roku

Libretto, jeszcze bez tytułu, zostało przekazane Heubergerowi. Ten przyjął tekst, ale przez dłuższy czas nie dawał znaku życia. Kiedy nie pomogły ponaglenia Léon, Stein i dyrektor Karczag, dla którego operetka była przeznaczona, wprosili się do Heubergera na przesłuchanie już skomponowanych fragmentów. Heuberger przegrał im cały pierwszy akt i zebrani uświadomili sobie, że tekst trzeba odebrać kompozytorowi inaczej ich praca skazana będzie na klęskę. Heuberger, wówczas już profesor Akademii Wiedeńskiej, redaktor Muzycznego Rocznika Wiedeńskiego i prezes Męskiego Towarzystwa Śpiewaczego oddalił się bardzo od czasów swego scenicznego debiutu. To co skomponował było nudne i staroświeckie. Obecni z trudem potrafili skupić uwagę na muzyce przynajmniej przez kilka minut. Podobno Léon obiecał Heubergerowi tytułem zadośćuczynienia parę jednoaktówek do opracowania.
Jakkolwiek było, tekst ponownie znalazł się w rękach jego autorów. Nie było go jednak komu powierzyć. O Lehárze nikt nawet nie myślał. Karczag miał w pamięci świeżą porażkę Małżeństwa dla żartu, Léon i Stein porażkę Boskiego małżonka. Nie chcieli ryzykować kolejnego niepowodzenia. Lehár miał jednak w teatrze Karczaga szczerego entuzjastę w osobie sekretarza teatru Emila Steiningera, który tak długo przekonywał autorów, że Lehár jest idealnym kandydatem na kompozytora, że wreszcie, nie widząc żadnej rozsądnej alternatywy, dali mu szansę.
Jeszcze tego samego dnia, w którym otrzymał libretto, Lehár zatelefonował do Léona i przegrał mu przez telefon muzykę duetu Dummer, dummer Reitersmann i Léon powiedział, że czeka na resztę. Latem Lehár wyjechał wraz z librecistami do Salzkammergut i tam dokończył i zinstrumentował operetkę. We wrześniu przegrał całość Karczagowi i Wallnerowi. Anegdota, lansowana zresztą z humorem przez samego Karczaga, głosi, że po przesłuchaniu całości powiedział kompozytorowi: To żadna muzyka!.

### Tytuł
Wedle powszechnie cytowanej anegdoty tytuł wymyślił przez nieporozumienie sam Lehár. Pewnego dnia gdy siedział w teatrze w biurze Steiningera i poprawiał partyturę, wszedł jeden z pracowników teatru i poinformował Steiningera, że przyszła wdowa po radcy Hintermayerze i prosi o dwa darmowe miejsca, które zawsze dostawał jej mąż. Sekretarz zirytowany odparł: – Daj jej jeszcze dzisiaj te bilety, ale gdy znowu przyjdzie wyrzuć tę natrętną (lästige) wdowę. Na co Lehár, który nie usłyszał dokładnie miał zapytać: – Co powiedziałeś? Wesołą (lustige) wdowę?

## Osoby
| Rola                                         | Głos        | Aktor z premiery 30 grudnia 1905 |
| -------------------------------------------- | ----------- | -------------------------------- |
| Hanna Glawari, wdowa po bankierze Pontevedry | sopran      | Mizzi Günther                    |
| Hrabia Daniło                                | baryton     | Louis Treumann                   |
| Baron Mirko Zeta, poseł Pontevedry w Paryżu  | tenor       | Siegmund Nagler                  |
| Walentyna                                    | sopran      | Annie Münsch                     |
| Kamil de Rossillon                           | tenor       | Karl Meister                     |
| Wicehrabia Cascada                           | tenor       | Leo von Keller                   |
| Raul de St. Brioche                          | tenor       | Carlo Böhm                       |
| Bogdanowicz, konsul Pontevedry w Paryżu      | baryton     | Fritz Albin                      |
| Sylwiana, żona Bogdanowicza                  | sopran      | Bertha Ziegler                   |
| Kromow, radca poselstwa Pontevedry w Paryżu  | tenor       | Heinrich Pirl                    |
| Olga, żona Kromowa                           | sopran      |                                  |
| Niegus, kancelista                           | tenor       | Oskar Sachs                      |
| Pristicz, zdymisjonowany pułkownik, attaché  | tenor       |                                  |
| Praskowia, żona Pristicza                    | mezzosopran |                                  |

## Treść

### Akt I

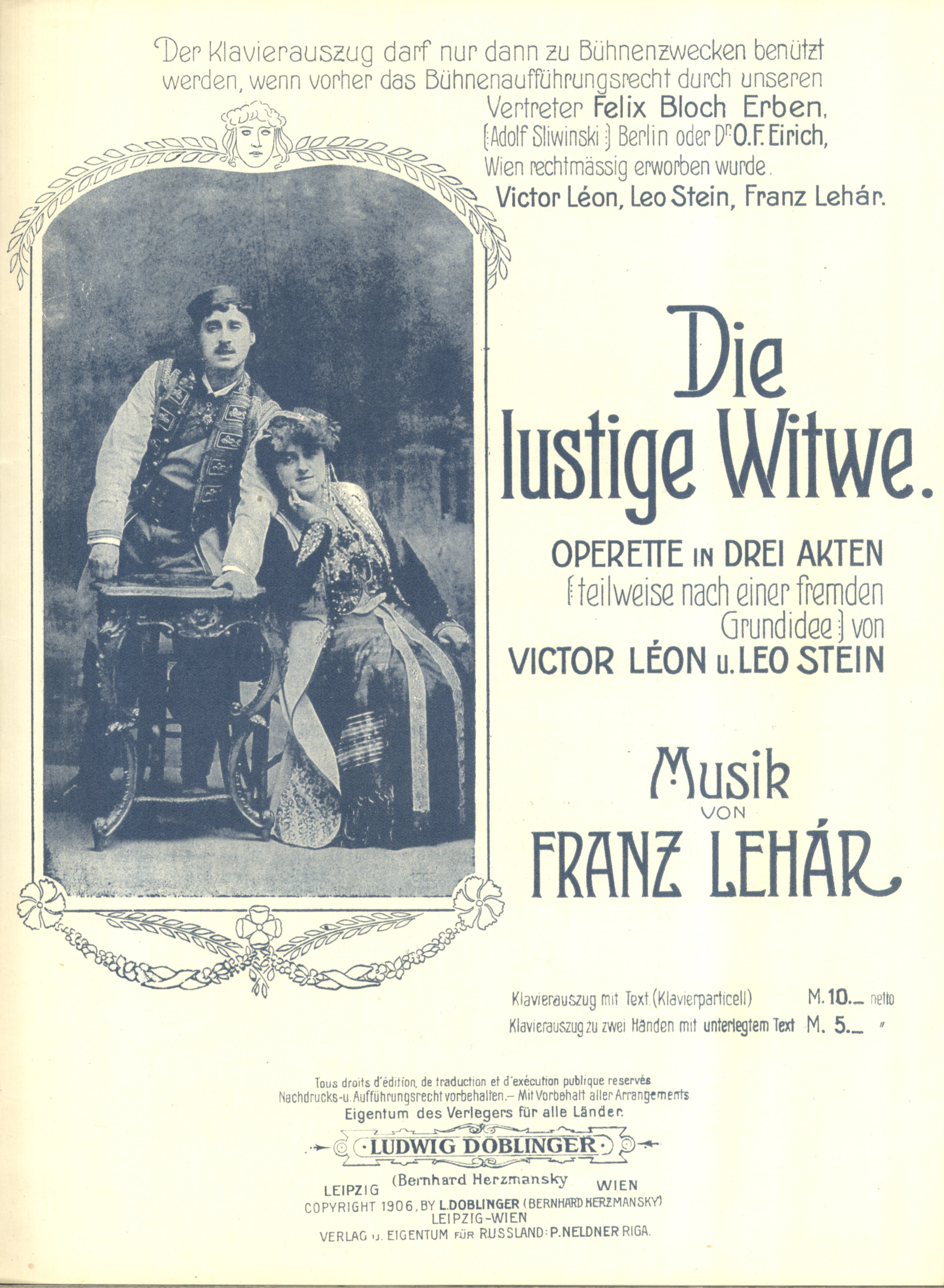
Mizzi Günther z L. Treumannem w Wesołej wdówce

W poselstwie księstwa Ponteverdo w Paryżu odbywa się przyjęcie z okazji urodzin panującego księcia (introdukcja: Verehrteste Damen und Herren). Poseł, baron Mirko Zeta podejmuje zaproszonych gości szampanem. Ma jednak zmartwienie. Otrzymał tego dnia depeszę: Hanna Glawari, wdowa po bankierze z Ponteverdy, jedyna spadkobierczyni 20 milionów dolarów, wyjechała do Paryża. Jej pieniądze muszą pozostać w księstwie. Minister skarbu radzi zająć się młodą wdową. Chodzi o to by Glawari nie wydała się za obcokrajowca, na co najwyraźniej ma ochotę. Do niedawna była córką ubogiego dzierżawcy, wyszła jednak za mąż za najbogatszego człowieka w księstwie, który zmarł po 8 dniach. Teraz młoda, wolna i z milionami wyruszyła na podbój Paryża.
Baron Zeta zaprosił ją tego wieczoru na przyjęcie i teraz z niecierpliwością jej wygląda. Jego żona Walentyna odtrąca chwilowo zaloty młodego Kamila Rosillon ignorując jego wypisane na wachlarzu wyznanie miłosne. Jej opór jednak z minuty na minutę słabnie (duet: So kommnen sie!), szczególnie, że jej zapewnienia o wierności małżeńskiej nie robią na uwodzicielu żadnego wrażenia. Baron nie chcąc tracić ani chwili wysłał swego służącego Niegusa, aby sprowadził sekretarza poselstwa, sympatycznego utracjusza, hrabiego Daniłę Daniłowicza, w którym upatruje ratunek ojczyzny. Hrabia przebywa w słynnej restauracji Maxim, gdzie adoruje piękne panie.
Tymczasem w poselstwie zjawia się pani Glawari. Zebrani panowie witają ją oszałamiającymi komplementami (Bitte meine Herren). Hanna nie ma złudzeń co do przyczyny tych hołdów, pozwala się jednak adorować i wielkodusznie zaprasza wszystkich na bal u siebie następnego dnia. Walentyna przedstawia jej Kamila chcąc odwrócić ewentualne podejrzenia ze strony męża o flirt. Hanna oddala się by zatańczyć z baronem, a do salonu na chwiejnych nogach wchodzi Daniło, zły, że przerwano mu prężną działalność dyplomatyczną (O Vaterland! – Da geh’ ich zu Maxim). Wyczerpany pracą dla ojczyzny pada na kanapę. W zaśnięciu przeszkadza mu najpierw Walentyna poszukująca wachlarza z wyznaniem miłosnym Kamila, który nie powinien wpaść w ręce męża. W chwilę później nadchodzi Hanna. Okazuje się, że wdowę i Daniłę łączyła kiedyś miłość. Młody dyplomata pragnął poślubić ubogą pannę, sprzeciwił się temu jednak wówczas jego stryj. Chcąc ratować dzierżawę ojca Hanna wyszła wówczas za bankiera. Obecnie stryj nie ma nic przeciw poślubieniu przez bratanka najbogatszej kobiety w księstwie. Honor nie pozwala jednak Danile poprosić ukochanej o rękę, nie chce być uznany za łowcę posagów. Oświadcza Hannie, że nigdy nie usłyszy z jego ust „kocham”.
Baron Zeta nieświadom zupełnie związków łączących jego żonę z Kamilem, oddaje mu ją pod opiekę, aby zyskać swobodę dla porozmawiania z Daniłą. Podczas więc gdy Kamil umizga się do Walentyny (duet: Ja was?), baron rozkazuje Danile, by ten poślubił z patriotycznego obowiązku Hannę. Daniło odmawia, przyrzeka jednak, że zrobi wszystko, by nie dopuścić do małżeństwa pani Glawari z obcokrajowcem. Gdy Hanna rozgląda się za partnerem do białego walca Daniło znika (finał: Damenwahl), po czym powraca na czele korowodu pięknych pań (O kommet doch). W powstałym zamieszaniu Walentyna próbuje zainteresować Kamila Hanną (Der junge Mann tanzt Polka), piękna wdowa ani myśli jednak rezygnować z Daniły. Ten chcąc się ustrzec od tańca proponuje odkupienie walca za 10 tysięcy franków na cele dobroczynne. Na takie dictum konkurenci się wycofują. Wyzwanie podejmuje Kamil, ale tego nie jest w stanie znieść Walentyna. Ostatecznie na placu boju pozostaje więc tylko Daniło, który chcąc nie chcąc porywa Hannę do tańca.

### Akt II

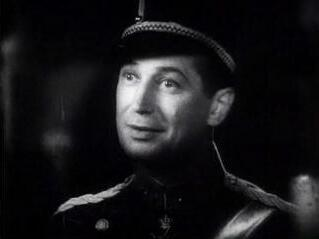
Maurice Chevalier w roli Daniły

Hanna podejmuje gości w swym paryskim pałacyku. Z okazji ponteverdiańskiego święta narodowego (chór: Mi velimo dase) śpiewa dla gości pieśń o Wilii, dzieje rusałki, która uwiodła w borze strzelca (Es lebt’ eine Vilja), po czym wyśmiewa jeździeckie wyczyny Daniły (duet: Heia, Mädel). Hrabia udaje obojętność, co sprawia, że panowie Cascada i Saint-Brioche oferują wdowie swoje usługi. Daniło ostrzega ich, że o tak niepojęte kobiety bić się nie należy (septet: Wie die Weiber), po czym zgadza się raz jeszcze zatańczyć z Hanną.
Tymczasem baron Zeta, ponaglany przez swego ministra, poleca żonie zająć się najgroźniejszym jego zdaniem rywalem Daniły, Kamilem Rosillon. Walentyna odnalazła w międzyczasie swój wachlarz, który krążył z rąk do rąk budząc podejrzenia o zdradę w stosunku do coraz innych dam, na szczęście nie dotarł jeszcze do rąk barona. Teraz z woli męża słucha wyznań Kamila (duet: Mein Freund, Vernunft! – Wie eine Rosenknospe). Płomienna romanca, którą intonuje młodzieniec, przełamuje ostatecznie opór Walentyny, która umawia się z kochankiem w pawiloniku w ogrodzie. Kamil obsypuje ją komplementami, ona jednak, pełna obaw, nie dopuszcza do zbliżenia. Schadzka w pawiloniku nie uszła uwadze Niegusa, który spieszy ratować swą panią. Przed pawilonem zjawia się jednak również baron Zeta, który dowiedział się, że Kamil wcale nie stara się o rękę Hanny, kocha się bowiem w innej zamężnej kobiecie. Zeta pragnie poznać tajemnicę pana Rosillon, czemu stara się przeszkodzić Niegus. Ostatecznie baron przez dziurkę od klucza rozpoznaje swoją żonę i wydawszy ryk wściekłości żąda by natychmiast otwarto pawilonik. Tymczasem sprytnemu Niegusowi przez tylne drzwi udaje się wprowadzić w miejsce Walentyny Hannę i to ją znajduje Zeta w pawiloniku u boku Kamila (finał: Ha! Wir fragen, was man von uns will).
Teraz Daniło szaleje z zazdrości, a baron opłakuje ponteverdiańskie miliony utracone na rzecz Francji. Dostrzegłszy uczucia Daniły Hanna ogłasza swoje zaręczyny z osłupiałym Kamilem, z którym pragnie zawrzeć ślub na modłę paryską z nieograniczonym marginesem swobody dla każdej ze stron (Ein flotter Ehestand). Nie mogąc wyjawić swych uczuć Daniło milczy, wreszcie wybucha opowiadając baśń o królewskich dzieciach (Es waren zwei Königskinder) i wybiega. Wybuch ten ostatecznie przekonuje Hannę o jego uczuciach.

### Akt III
Akt III rozgrywa się ponownie w pałacyku Hanny Glawari. Główną atrakcją przyjęcia, na które zapraszała wdowa jest pastisz paryskiego kabaretu z piosenkami i tańcami. Wśród podkasanych gryzetek wystąpi również Walentyna. Hanna przygotowała też specjalny numer dla Daniły, który powrócił przedwcześnie z opustoszałego Maxima (Ja, wir sind es). Daniło niby to zainteresowany jest gryzetkami, w rzeczywistości stale krąży wokół Hanny. Wreszcie oświadcza, że zabrania jej wychodzić za mąż za Rosillona – ze względów patriotycznych – jej miliony powinny pozostać w kraju. Hanna dawno już przejrzała jego grę. Wyznaje że wcale nie ma zamiaru poślubić Kamila i stara się, by Daniło otworzył przed nią swe serce. On jednak wystrzega się jakichkolwiek zwierzeń (duet: Usta milczą, dusza śpiewa – Lippen schweigen).
Gdy baron Zeta dowiaduje się, że zaręczyny Hanny z Rosillonem były tylko żartem słusznie domyśla się, że w pawilonie Hanna starała się ratować z opresji jego żonę. Skoro Walentyna go zdradza, baron czuje się zwolniony z przysięgi małżeńskiej i domaga się rozwodu. Zeta dostał depeszę, że Ponteverdo stoi na skraju bankructwa i tylko miliony Hanny Glawari są je w stanie uratować, prosi więc Hannę, dla dobra ojczyzny, o rękę. Hanna wyjaśnia jednak, że te desperackie oświadczyny nie uratują skarbu państwa Ponteverdo; testament zmarłego męża mówi bowiem, że z chwilą ponownego zamążpójścia cały jej majątek przepada. To wyjaśnienie zamyka usta zdezorientowanemu baronowi, otwiera je natomiast Danile. Teraz nie musi już mieć żadnych skrupułów, weźmie przecież Hannę bez grosza, bez namysłu więc się jej oświadcza. Zostaje przyjęty, po czym Hanna kończy swą wypowiedź: cały jej majątek przepada, zgodnie z testamentem, na rzecz drugiego męża. Osłupiały Daniło nie myśli się już jednak wycofywać: Wziąłbym cię, nawet gdybyś miała nie dwadzieścia, ale czterdzieści milionów – mówi pełen szczęścia.
Szczęście jest zupełne. Na wachlarzu żony baron Zeta, obok miłosnych zaklęć Kamila, znajduje pełną godności odpowiedź Walentyny: Jestem uczciwą kobietą. Przepraszam kochanie – mówi skonfundowany składając pocałunek na jej ręce – nie wiedziałem. Ach, kobiety, kto poznać was chce, niech na długo zapomni o śnie (finał: Ja, das Studium der Weiber ist schwer!).

## Dalsze losy

### Przygotowanie spektaklu

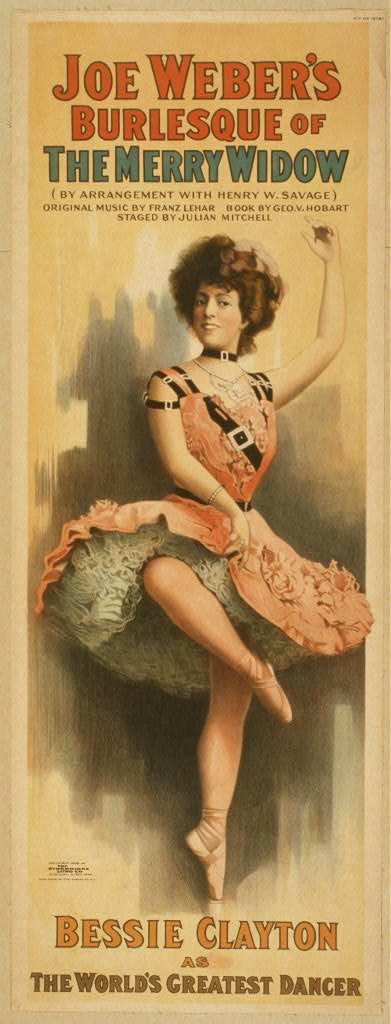
Plakat Wesołej wdówki z tancerką Bessie Clayton

Dyrektorowi Karczagowi nie tylko muzyka nie przypadła do gustu, również libretto uważał za zbyt śmiałe i przeerotyzowane, niestosowne dla tradycyjnych upodobań wiedeńskiej publiczności. Nie wiązał więc z premierą sztuki wielkich nadziei. Oszczędzał na wydatkach, które jak sądził i tak się nie zwrócą: dekoracje i kostiumy kazał dobrać z tego co teatr miał na stanie, liczbę prób ograniczyć do minimum, żeby nie płacić za dużo chórzystom. Premierę zaplanował na 30 grudnia, w przeddzień sylwestra, najgorszy dzień dla frekwencji w teatrze. Do niewiary dyrektora w powodzenie przedsięwzięcia, dołączyły się też względy obiektywne. W listopadzie Karczag wystawił operetkę Leo Falla Buntownik (Der Rebell). Spodziewał się dużego powodzenia, wypłacił nawet autorom 12 tysięcy guldenów zaliczki na tantiemy. Tymczasem premiera skończyła się skandalem, aktorów wygwizdano, a prasa skrytykowała utwór niemiłosiernie. Po pięciu przedstawieniach trzeba było sztukę zdjąć z afisza. Rezultat był taki, że teatr nie miał pieniędzy i Karczag musiał się liczyć z każdym groszem.
Reżyserii podjął się Victor Léon. Do głównych ról wziął swych ulubionych aktorów z Carl-Theater: Mizzi Günther i Louisa Treumanna. Gdy zbliżał się termin premiery a realizacja daleka jeszcze była od ideału Léon poprosił Karczaga, aby nie grał przez jeden wieczór i zwolnił mu teatr na dodatkową próbę. Na dzień próby wybrał piątek, kiedy frekwencja w teatrze jest najmniejsza. Karczag oświadczył jednak, że może co najwyżej wykupić piątkowe przedstawienie jeśli chce tego dnia zrobić próbę. Léon i Stein postanowili wówczas wycofać utwór z teatru, który każe niezbędne próby opłacać twórcom z własnej kieszeni. Ponieważ dyrekcja za straty związane z odebraniem teatrowi przygotowywanego dzieła zażądała dwu i pół tysiąca guldenów, autorzy wybrali się na rozmowę do Karczaga z adwokatem. Ostatecznie konflikt udało się zażegnać głównym aktorom Mizzi Günther i Louisowi Treumannowi, którzy zaproponowali, że zostaną po piątkowym przedstawieniu i zrobią próbę w nocy, zobowiązali się też zebrać cały zespół – bez żadnych dodatkowych opłat. Wzruszony ich postawą Léon zaprzestał walki z dyrekcją i poprowadził próbę, która potrwała od 11 w nocy do 4 nad ranem.
Mizzi Günther kupiła piękne toalety za własne pieniądze. Natomiast Treumann wypożyczył narodowy strój Czarnogóry z jej przedstawicielstwa w Wiedniu. Aby ubarwić nieco szarzyznę scenografii Léon kupił kolorowe lampiony z papieru.

### Premiera
W dniu premiery widownia świeciła pustymi krzesłami. Lehár stanął za pulpitem i po błyskotliwej uwerturze rozpoczęło się przedstawienie. Pierwszy akt minął bez wrażenia. Brawa były apatyczne, ani jednego bisu, w przerwie słyszało się komentarze, że „nic w tym nie ma”. Drugi akt podobał się nieco bardziej, niemniej bisowano tylko Pieśń o Wilii. Opinia, że „nic w tym nie ma” utrzymała się i po premierowym spektaklu. Owszem Lehára oklaskiwano i wywoływano po skończonym przedstawieniu, ale o sukcesie nie mogło być mowy. W teatrze liczono na 50-60 przedstawień. Po spektaklu, gdy Mizzi Günther przebrała się już ze swych sukien, Lehár zaprosił ją do Café Museum. W pewnej chwili przysiadł się Oscar Strauss i gratulował operetki, przewidując jej wielkie powodzenie. Lehár przyjął to jako przyjacielskie pocieszenie. Krytycy, z małymi wyjątkami, ocenili utwór życzliwie – podkreślając wdzięk partytury, nikt jednak nie dopatrywał się w Wesołej wdówce znamion arcydzieła gatunku.
Pierwsze tygodnie po premierze nie przyniosły zmiany. Teatr był średnio wypełniony, choć Steininger dwoił się i troił, rozdawał darmowe bilety, zapraszał znajomych. Chciał, by jak najwięcej osób zobaczyło przedstawienie i zachęciło innych. Na połowę marca planowano zdjęcie Wesołej wdówki z afisza i zastąpienie jej nową premierą.

### Tryumf
Tymczasem mniej więcej od trzydziestego spektaklu frekwencja zaczęła rosnąć, publiczność reagowała coraz bardziej entuzjastycznie, brawa były coraz gorętsze. Orkiestry w kawiarniach i na promenadach zaczęły grać melodie z Wesołej wdówki. Nad kasą teatru coraz częściej pojawiała się karteczka z napisem „Wyprzedane”. 7 kwietnia dano setne przedstawienie przy przepełnionej sali. W maju na okres letni przeniesiono spektakl do stojącego wolno gmachu Raimund-Theater, aby dać szansę jego obejrzenia także publiczności spoza centrum Wiednia. We wrześniu operetka powróciła na scenę Theater an der Wien, gdzie, z krótkimi przerwami, utrzymywała się na afiszu do maja 1907 roku, przez blisko dwa i pół roku, osiągając w sumie ponad 400 przedstawień.
Już w następnym sezonie grały Wdówkę niemal wszystkie prowincjonalne teatry monarchii austro-węgierskiej, teatry niemieckie, a także żywo reagująca na operetkowe nowości scena warszawska (premiera odbyła się 16 listopada 1906 roku, a w partii tytułowej wystąpiła Wiktoria Kawecka). W 1907 roku operetka podbiła Nowy Jork, Sztokholm, a zwłaszcza Londyn (gdy Lehár po przeprowadzeniu w czerwcu premiery nad Tamizą powracał do Wiednia, oznajmiono mu, że rozpoczęto już przedsprzedaż na Boże Narodzenie 1908 roku – z 18-miesięcznym wyprzedzeniem; ostatecznie zagrano tam Wdówkę 800 razy dla miliona widzów). W 1908 oglądała Wesołą wdówkę Kopenhaga, Moskwa i Mediolan, w 1909 – Madryt i Paryż, w 1910 – Bruksela. Świat ogarnęła gorączka Wesołej wdówki. Jej melodie nucono na całym świecie. Sprzedawano kapelusze á la Wesoła wdówka, buty á la Wesoła wdówka, perfumy i cygara, damskie torebki i czekoladki. W restauracjach Wesoła wdówka jedzono kotlety á la Wesoła wdówka. Kupowano lalki Wesoła wdówka. Jeżdżono ekspresami Wesoła wdówka. Viktor Léon z bratem Leo Feldem napisali i wystawili w Wiedniu komedię Der grosse name (Wielkie nazwisko), której bohaterem był Lehár i osoby związane z premierą Wesołej wdówki.

### Problemy
Nie obyło się i bez kłopotów. Po światowych sukcesach Wdówki odnaleźli się spadkobiercy H. Meilhaca, którzy bez trudu zorientowali się w kwestiach zapożyczeń utworu i nie bez słuszności domagali się udziału w tantiemach. Leo Stein ugodził się z nimi.
Poważniejszą kwestią był protest poselstwa Czarnogóry w Wiedniu przeciw wykorzystywaniu w operetce imion i nazwisk (Daniło, Niegus) noszonych przez rodzinę panującą. Protestu nie uwzględniono. Zresztą następca tronu książę Daniło potraktował całą rzecz z poczuciem humoru, z rozbawieniem mówiąc w wywiadzie dla francuskiej gazety, że nie ma zastrzeżeń do swego scenicznego portretu, bo w gruncie rzeczy wykazuje on duże podobieństwo do oryginału. Autorzy libretta w ostatniej chwili przed premierą zmienili Montenegro na Pontevedro, imiona bohaterów zaczerpnęli jednak, za pośrednictwem prasy, od członków czarnogórskiej rodziny panującej, i te już pozostały. Przeciw ośmieszaniu Czarnogóry przed teatrem pikietowali czarnogórscy studenci. Antyaustriackie i antywdówkowe manifestacje miały miejsce w Cetynii, Stambule i Trieście, a we Florencji z ich powodu trzeba było odwołać przedstawienie.
W Chicago zarzucono Lehárowi plagiat, oskarżając go, że pierwsze takty walca Usta milczą ukradł z oratorium Mendelssohna, potem, że z operetki Planquette’a Le Paradis de Mahomet, późniejszej od Wdówki. Odbył się nawet proces, na który Lehár nie dojechał, a jego adwokat bez trudu udowodnił bezpodstawność zarzutów.

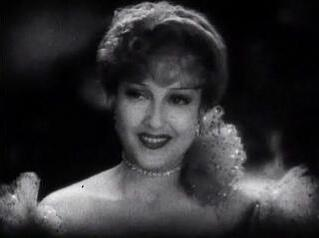
Jeanette MacDonald w roli Hanny Glawari

## Późniejsze wykonania
Film zainteresował się Wesołą wdówką jeszcze w okresie kina niemego. W 1925 roku Erich von Stroheim wyreżyserował pierwszą wersję kinową utworu z Mae Murray i Johnem Gilbertem. Niespełna 10 lat później w 1934 roku wielkim powodzeniem cieszyła się pierwsza wersja dźwiękowa z Jeanette MacDonald i Maurice’em Chevalierem w reżyserii Ernsta Lubitscha. Nie udała się natomiast kolejna ekranizacja z 1952 roku dokonana przez Curtisa Bernhardta z Laną Turner i Fernando Lamasem. Lamas, jedyny śpiewający aktor w obsadzie filmu wykonywał wszystkie arie i duety operetki łącznie z Pieśnią o Wilii i romancą Kamila.
Dyrygowali Wdówką najlepsi dyrygenci od Wilhelma Furtwänglera po Herberta von Karajana, śpiewali niemal wszyscy najznakomitsi od Marii Jeritzy, Kirsten Flagstad i Richarda Taubera po Jana Kiepurę i Martę Egerth w sławnym cyklu przedstawień na Brodwayu w 1944 roku. Na podstawie najrozmaitszych statystyk i wykazów oblicza się, że Wesoła wdówka bywa grywana około 8 tysięcy razy rocznie. Liczbę sprzedanych płyt z nagraniami pochodzącymi z operetki szacuje się na 50 milionów. Nagrań całości dokonano już niemal 30-krotnie w 7 różnych językach.